# 桂福團治
桂 福團治（かつら ふくだんじ）は上方落語の名跡。当代は四代目。笑福亭福團治とは無関係である別の名跡。
- 初代桂福團治 - 後∶二代目桂春団治
- 二代目桂福團治 - 後∶三代目桂春団治
- 三代目桂福團治 - 後∶祝々亭舶伝
- 四代目桂福團治 - 本項を参照

四代目 桂 福團治（かつら ふくだんじ、1940年10月26日 - ）は、三重県四日市市出身の落語家。本名：黒川 亮。所属事務所は松竹芸能。関西演芸協会第10代会長、上方落語協会相談役、日本手話落語会会長。
妻は声帯模写で吉本興業所属の翠みち代で、みち代の姪は女優の泉ピン子である。
持ちネタは幅広いが、特に『蜆売り』『藪入り』『ねずみ穴』などの人情物（人情噺）を得意にしている。かつては「ペケペン落語」を売り出すなど新作落語路線であった。

## 来歴
1960年に3代目桂春団治に入門。一春（かずはる）と名乗る。1964年に三越劇場で初高座を踏む。
1966年、5代目桂小春と改名。その後、演芸ブームの中、「ペケペン落語」（人形浄瑠璃の三味線の合いの手（を真似た声色）をクッションとした小咄集）で売り出す。月亭可朝（当時吉本興業所属）に対抗したい松竹芸能からの依頼で開始し、大いに好評を得る。
1973年10月に4代目福團治を襲名した。2代目桂枝雀・5代目笑福亭枝鶴とのトリプル襲名で、披露興行を道頓堀角座でおこなった。この襲名を機に「ペケペン落語」は封印した。
1975年にATG製作の映画『鬼の詩』（原作・藤本義一）に主演。公開から間もなく声帯ポリープが発覚し、一時期声が出なくなったことが、手話落語を始めるきっかけになった。
1996年、日本で初めて視覚障害者の弟子をとる（桂福点）。福点の「点」は、点字の「点」と10番目の弟子であるという「ten」を意味するという。
2009年に、「法善寺寄席」「あびこ観音寄席」をいずれも関西演芸協会主催で開催した。また同年から「手話落語発表寄席」を毎年開催する。長年の活動により、手話落語専門の弟子が40名ほどいるという。
2011年、豊臣秀吉のお伽衆である曽呂利新左衛門にちなんだ「曽呂利噺」を継承・復活させる目的で「曽呂利寄席」を開く。
2017年、落語家としての活動に3年間密着したドキュメンタリー映画『人情噺の福団治』（伊藤有紀監督）が公開された。
2019年の笑福亭松之助他界後は、上方落語協会に所属する落語家の中では最古参となっている。

## 人物

花菱は、桂春団治一門の定紋である。

横山やすしと同期である。阪神・淡路大震災の復興イベントでは、掛け合いではあるが晩年のやすしと漫才を演じた。福団治が師匠の春団治から破門された際、「やっさん（横山やすし）が土下座して師匠に謝ってくれた」と福団治は語っている。また、やすしは福団治から『鋳掛屋』を習い、テレビ番組（ABCテレビ『'87創作落語大全集』）で、かくし芸として演じた。

親子の絆づくりを目的とした「親子で聴く人情噺」を、「出前落語会」として各地で口演している。

## 受賞歴
- 1968年 - 三洋文化新人賞（『大人になった寿限無』）
- 1981年 - 上方お笑い大賞 功労賞
- 1998年 - 文化庁芸術祭演芸部門 優秀賞

## 主な出演番組
- 大阪発デジタルバザール 「バリアフリーにお笑いを」（NHK-FMラジオ）

## 映画
- 鬼の詩（1975年、村野鐵太郎監督、ATG）- 桂馬喬 役
- おばちゃんチップス（2007年、田中誠監督、ファントム・フィルム） - 医者 役
- 人情噺の福団治（2017年、伊藤有紀監督、グループ現代）

## 著書
- 『手話小噺集』1984年
- 『上方落語はどこへゆく』海風社、1989年
- 『寿限無―誰でもできる楽しい手話落語「ジュゲム」』探究社、2004年
- 『ありがとう、わが師春団治 －福団治覚え書き－』たる出版、2017年

## レコード・CD・DVD
- 『ペケペン節ねずみの告白』（1970年、桂小春時代）
- 『上方艶笑落語集(7)』（CD、1996年） ※『疝気の虫』を収録。
- 『手話で楽しむニッポンの民話 桂福團治ココロの芸』（DVD）
- 『手は歌う ~Let's sing along with Hands~ 「手話シュワ和、なにわ味めぐり、大空の星のように」』（CD）
- 『手話落語30周年記念DVD 手は口ほどに物を言い』（DVD、2009年）
- 『繁昌亭らいぶシリーズ 11 桂福團治』（CD・DVD、2009年）

## 弟子
- 桂福楽
- 桂さん福
- 桂福車
- 桂丸福
- 桂福六
- 桂七福
- 桂福矢
- 桂福丸
- 桂福点
- 桂福龍
- 桂福留

### 離脱
- 桂福若 - 福團治長男。2020年に弟子の桂若奴とともに上方落語協会を退会。